# 7858 Bolotov
7858 Bolotov este un asteroid din centura principală de asteroizi.

## Descriere
7858 Bolotov este un asteroid din centura principală de asteroizi. A fost descoperit pe 26 septembrie 1978 la Observatorul de Astrofizică din Crimeea de Liudmila Juravliova. El prezintă o orbită caracterizată de o semiaxă mare de 2,47 ua, o excentricitate de 0,21 și o înclinație de 4,2° în raport cu ecliptica.